# ザウバー・C15
ザウバー・C15 (Sauber C15) は、ザウバーが1996年のF1世界選手権参戦用に開発したフォーミュラ1カーで、レオ・レスが設計した。1996年の開幕戦から最終戦まで実戦投入された。

## 概要

### 開発
C15の設計は1995年3月に開始された。急遽搭載エンジンが変更となったC14と違い、C15は当初からフォードの新型V10搭載を前提に時間を掛けられたため、1月17日にどのチームよりも早くシェイクダウンテストを行い、多くのテストを重ねることが出来た。エンジンは前年から引き続きフォードワークスのZetec-Rを搭載するが、気筒数がV8からV10に変更された。
設計責任者のレオ・レスも「旧型で問題が多かった重量配分を一新し、ギアボックスまで含めた重量バランスの最適化ができた。このおかげでギアボックスのトラブル発生も減らすことができると思う。前作に比べてかなり自信を持っている。」と満足度を述べていた。
また、フォードから無償供与での独占供給を受けるワークス・チームではあったが、フォードが翌年からF1に参戦するスチュワート・グランプリとのパートナーシップを発表したことで、ザウバーとの関係が今季限りであることがはっきりしている状況下でのシーズンとなり、ザウバーは翌年のエンジンを探しながら戦う困難な年でもあった。
カラーリングはレッドブルのブルーに、ペトロナスのミントグリーンという鮮やかな配色にまとめられている。

### 1996年シーズン
ドライバーは前年からの継続起用で在籍3年目となるハインツ＝ハラルド・フレンツェンと、ベネトンから移籍してきたジョニー・ハーバートという「全日本F3000卒業生コンビ」となった。
開幕してみると、C15のコーナリング性能は良かったが、フォードの新しいV10は加速性能こそよかったがピークパワーで劣っていることが順位に現れる。ドライバー2名とも10,000回転付近でのトルクの谷に苦しみ、最高速は伸びないためオーバーテイクが困難なマシンとなっていた。コスワースは初めて造るV10エンジンで保守的なアプローチに過ぎ、トップエンジンと比べて60馬力ほど不足し、回転数でも1万7000回転で競っている上位陣に対して、フォードV10は決勝で15500回転に制限が掛かっているなど開幕前の展望が楽観的すぎたと痛感する事態になった。
このためチームはシーズンを通してウイングを寝かして対処することが増え、ハンドリングが悪化しシャシーの良さを消してしまう苦しいレースが増えることとなった。
ハーバートは大荒れの展開となったモナコグランプリで3位表彰台を獲得する活躍を見せ、ザウバーは前年と同じコンストラクターズランキング7位を得たが、獲得総ポイントは前年を下回った。
フレンツェンは入賞回数でハーバートを上回り、2年越しのラブコールを受けていたチャンピオンチーム・ウィリアムズへの移籍が決まった。

## スペック

### シャーシ
- シャーシ名 C15
- タイヤ グッドイヤー
- ギアボックス 6/7速＋リバース1速横置きセミオートマチック

### エンジン
- エンジン名 フォード・ZETEC-R
- 気筒数・角度 V型10気筒・72度
- 燃料・潤滑油 エルフ

## 記録
| 年   | マシン | No. | ドライバー                       | 1                  | 2            | 3                | 4            | 5              | 6          | 7            | 8          | 9            | 10           | 11         | 12             | 13           | 14           | 15             | 16       | ポイント | ランキング |
| ---- | ------ | --- | -------------------------------- | ------------------ | ------------ | ---------------- | ------------ | -------------- | ---------- | ------------ | ---------- | ------------ | ------------ | ---------- | -------------- | ------------ | ------------ | -------------- | -------- | -------- | ---------- |
| 1996 | C15    |     |                                  | オーストラリアの旗 | ブラジルの旗 | アルゼンチンの旗 | 欧州連合の旗 | サンマリノの旗 | モナコの旗 | スペインの旗 | カナダの旗 | フランスの旗 | イギリスの旗 | ドイツの旗 | ハンガリーの旗 | ベルギーの旗 | イタリアの旗 | ポルトガルの旗 | 日本の旗 | 11       | 7位        |
| 1996 | C15    | 14  | ジョニー・ハーバート             | Ret                | Ret          | 9                | 7            | Ret            | 3          | Ret          | 7          | DSQ          | 9            | Ret        | Ret            | Ret          | 9            | 8              | 10       | 11       | 7位        |
| 1996 | C15    | 15  | ハインツ＝ハラルド・フレンツェン | 8                  | Ret          | Ret              | Ret          | Ret            | 4          | 4            | Ret        | Ret          | 8            | 8          | Ret            | Ret          | Ret          | 7              | 6        | 11       | 7位        |

- 太字はポールポジション、斜字はファステストラップ、DSQは失格。